# 白石隆
白石 隆（しらいし たかし、1950年2月22日 - ）は、日本の国際政治学者。熊本県立大学理事長、京都大学名誉教授、政策研究大学院大学名誉教授・前学長、立命館大学特別招聘教授、内閣府総合科学技術会議議員、前アジア経済研究所所長。専門は、東南アジア地域研究、とくにインドネシア政治。

## 経歴
1950年、愛媛県生まれ。愛光高等学校を卒業し、東京大学教養学部で学んだ。1972年に卒業し、同大学大学院に進んだ。1974年、同大学院修士課程修了。その後渡米し、1977年にコーネル大学大学院博士課程修了。
1975年から1979年まで東京大学東洋文化研究所助手。1979、同大学教養学部助教授に就任。1986年、コーネル大学大学院で博士号（Ph.D、政治学）を取得。1987年、コーネル大学アジア研究学部助教授に就任した。1990年に同准教授、1996年1月に教授昇進。1996年7月、京都大学東南アジア研究所教授となった。2005年に京都大学を定年退任し、名誉教授となった。
その後は、2005年より政策研究大学院大学副学長をつとめた。2007年からはアジア経済研究所所長。2011年からは政策研究大学院大学学長をつとめ、2017年に退任した、立命館大学特別招聘教授。2018年4月、熊本県立大学理事長に就任。2024年3月、熊本県立大学特別栄誉教授、熊本県立大学理事長を退任。

## 受賞・栄典
- 1990年：An Age in Motionでアジア・太平洋賞を受賞。
- 1992年、『インドネシア』でサントリー学芸賞を受賞[7]。
- 2000年、『海の帝国』で第1回読売・吉野作造賞を受賞[7]。
- 2007年、紫綬褒章を受章[7]。
- 2016年、文化功労者[8]。

## 社会的活動
- アジア通貨危機では浅沼信爾一橋大学教授や伊藤隆敏東京大学教授らとインドネシア経済政策支援プロジェクトに参加し、経済破綻を防ぐため助言を行った[9]。
- 文部科学省国立大学法人評価委員会第1期専門委員（大学共同利用機関法人分科会分属）
- 外務省核軍縮の実質的な進展のための賢人会議座長[10]。
- 経済産業省総合資源エネルギー調査会会長
- 「クリーンエネルギー戦略」に関する有識者懇談会

## 著作

### 単著
- An Age in Motion: Popular Radicalism in Java, 1912-1926, (Cornell University Press, 1990).
- 『インドネシア――国家と政治』（リブロポート、1992年／新版、NTT出版、1996年）
- 『現代アジアの肖像（11）スカルノとスハルト――偉大なるインドネシアをめざして』（岩波書店、1997年）
- 『崩壊インドネシアはどこへ行く』（NTT出版、1999年）
- 『海の帝国――アジアをどう考えるか』（中央公論新社［中公新書］、2000年）
- 『インドネシアから考える――政治の分析』（弘文堂、2001年）
- 『帝国とその限界――アメリカ・東アジア・日本』（NTT出版、2004年）
- 『海洋アジアvs.大陸アジア――日本の国家戦略を考える』（ミネルヴァ書房、2016年）

### 共著
- （石井米雄・友田錫・木村哲三郎・毛里和子）『アジアの21世紀――対立と協調』（アジア書房、2001年）
- （ハウ・カロライン）『中国は東アジアをどう変えるか――21世紀の新地域システム』（中公新書、2012年）

### 共編著
- （土屋健治）『東南アジアの政治と文化』（東京大学出版会、1984年）
- The Japanese in Colonial Southeast Asia: Translation of Contemporary Japanese Scholarship on Southeast Asia, co-edited with Saya Shiraishi, (Cornell University Press, 1993).
- Network Power: Japan and Asia, co-edited with Peter J. Katzenstein, (Cornell University Press, 1997).
- （村松岐夫）『日本の政治経済とアジア諸国（上・下）』（国際日本文化研究センター、2003年）
- Beyond Japan: the Dynamics of East Asian Regionalism, co-edited with Peter J. Katzenstein, Cornell University Press, 2006).

### 翻訳
- クンチャラニングラット編『インドネシアの諸民族と文化』（加藤剛・土屋健治と共訳、めこん、1980年）
- タウフィック・アブドゥルラ編『インドネシアのイスラム』（白石さやと共訳、めこん、1985年）
- ベネディクト・アンダーソン『想像の共同体―ナショナリズムの起源と流行』（白石さやと共訳、リブロポート、1987年／増補版、NTT出版、1997年）
- リチャード・J・サミュエルズ『日本防衛の大戦略―富国強兵からゴルディロックス・コンセンサスまで』（日本経済新聞出版社、2009年）